# ألفرد كلارك
ألفرد كلارك (6 أبريل 1868 بسيدني في أستراليا - 16 سبتمبر 1940) (بالإنجليزية: Alfred Clarke)‏ هو لاعب كريكت أسترالي ونيوزلندي.

## وصلات خارجية
- ألفرد كلارك على موقع إي آس بي آن كريك إنفو (الإنجليزية)